# امسبری، تورنتو
امسبری، تورنتو (به انگلیسی: Amesbury, Toronto) یک منطقهٔ مسکونی در کانادا است که در انتاریو واقع شده‌است.

## خصوصیات
امسبری ۱۷٬۳۲۵ نفر جمعیت دارد.